# Gerhard Bock
Gerhard Heinrich Ludwig Bock (ur. 6 marca 1879 w List, ob. dzielnica Hanoweru,  zm. 6 maja 1945 w Berlinie) – niemiecki strzelec, olimpijczyk i mistrz świata.
Bock wystąpił na Letnich Igrzyskach Olimpijskich 1912 w dwóch konkurencjach. Indywidualnie uplasował się na 44. miejscu w pistolecie dowolnym z 50 metrów, zaś w drużynowym strzelaniu z pistoletu pojedynkowego zajął ostatnią 7. pozycję.
Podczas swojej kariery Gerhard Bock zdobył dwa medale na mistrzostwach świata – oba w drużynowym strzelaniu z pistoletu dowolnego z 50 metrów. W 1909 roku zdobył złoty medal, zaś rok później stanął na trzecim stopniu podium (skład drużyny na obu turniejach: Gerhard Bock, Eduard Ehricht, Richard Fischer, Eduard Schmeisser, Joachim Vogel). 

## Wyniki

### Igrzyska olimpijskie
| Igrzyska       | Konkurencja                           | Wynik                            | Miejsce | Źródło |
| -------------- | ------------------------------------- | -------------------------------- | ------- | ------ |
| Sztokholm 1912 | Pistolet dowolny, 50 m                | 395 pkt.                         | 44      | [ 2 ]  |
| Sztokholm 1912 | Pistolet pojedynkowy, 30 m, drużynowo | 890 pkt. (druż.) 233 pkt. (ind.) | 7       | [ 3 ]  |

### Medale mistrzostw świata
Opracowano na podstawie materiałów źródłowych:
| Mistrzostwa     | Konkurencja                       | Wynik             | Miejsce |
| --------------- | --------------------------------- | ----------------- | ------- |
| Hamburg 1909    | Pistolet dowolny, 50 m, drużynowo | 2509 pkt. (druż.) |         |
| Loosduinen 1910 | Pistolet dowolny, 50 m, drużynowo | 2428 pkt. (druż.) |         |